# Zračno hlajeni motor
Zračno hlajeni motor je motor, ki uporablja cirkulacijo zraka za hlajenje vročih delov motorja. Zračno hlajeni motorji so v primerjavi s tekočinsko (največkrat vodno) hlajeni lažji za izdelavo in vzdrževanje in imajo manjšo težo. Se pa lahko pri zračnohlajenih v primeru nezadostne cirkulacije zraka pojavi pregrevanje. 
Zračno hlajene motorje se veliko v uporablja npr. na orodjih kot so npr. motorne verižne žage, kosilnice z nitko, nekaterih motociklih in na letalskih motorjih. Na orodjih imajo po navadi ventilator, ki piha zrak na rebra glave cilindra. Pri letalskih motorjih to vlogo opravlja propeler in ko se letalo premika, tudi tok zraka. 
Večina športnih letal uporablja za pogon zračnohlajene protibatne motorje. Zračno hlajenje se je uporabljalo tudi na propelerskih letalih s krožnimi in zvezdastimi motorji. Zvezdasti motorji imajo zaradi večjega frontalnega preseka večji zračni upor kot tekočinsko hlajeni V-motorji, vendar so pa bili bolj odporni na sovražnikov ogenj in lažji za vzdrževanje. 
Nekateri turboventilatorski motorji uporabljajo zrak, ki kroži v notranjosti lopatic prvih stopenj turbine. S tem se lahko poveča vstopna temperatura v turbino in tako se poveča izkoristek. 